# Spaarnestad Photo

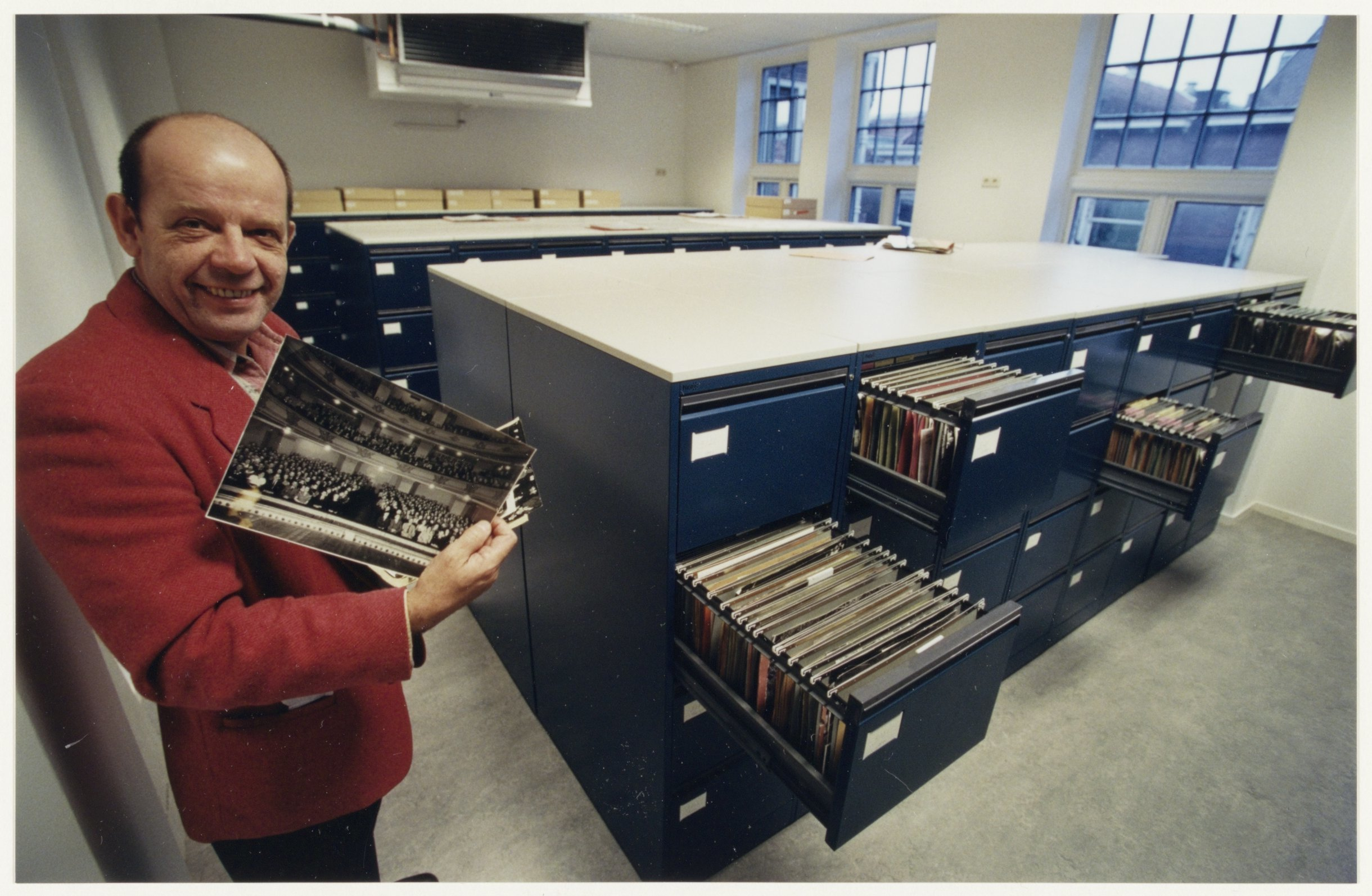
Een van de twee archiefruimten van het Spaarnestad Fotoarchief in 1997 in Haarlem.

Spaarnestad Photo is een fotoarchief in Den Haag op het gebied van pers- en documentairefotografie. De collectie omvat meer dan 13 miljoen foto's. De foto's dateren vanaf de uitvinding van de fotografie tot aan de huidige tijd. Spaarnestad Photo werkt samen met professionele foto-conservatoren om de foto's te behouden. Tevens organiseert zij tentoonstellingen om het materiaal aan het publiek te tonen. Sinds 2011 is het beheer van de collectie ondergebracht bij het Nationaal Archief.

## Collectie

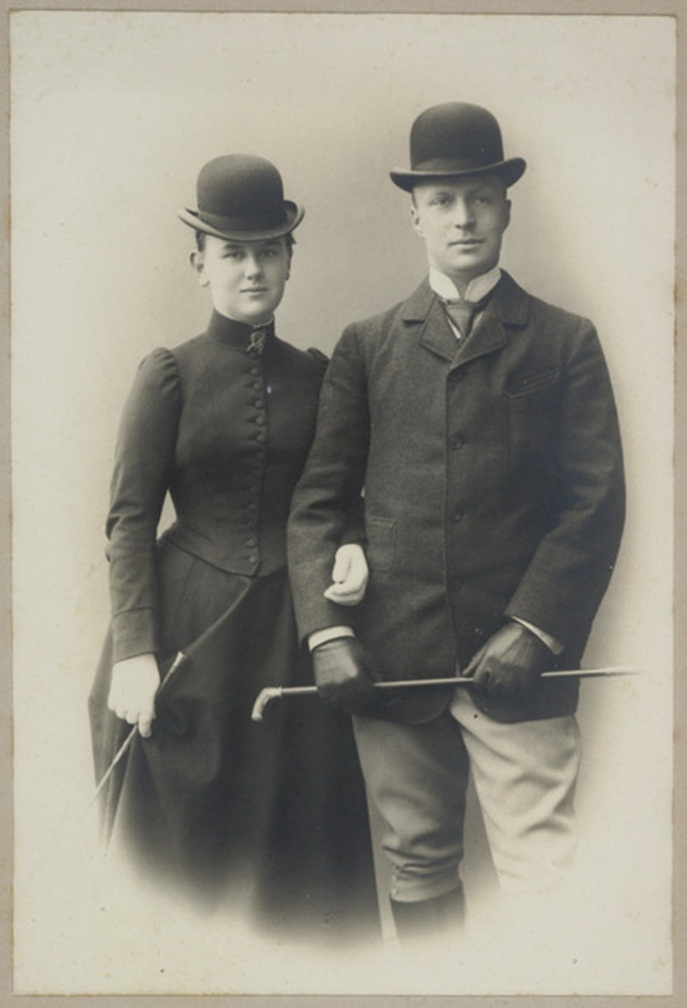
Verloving Wilhelmina der Nederlanden met Hendrik van Mecklenburg-Schwerin, 1900

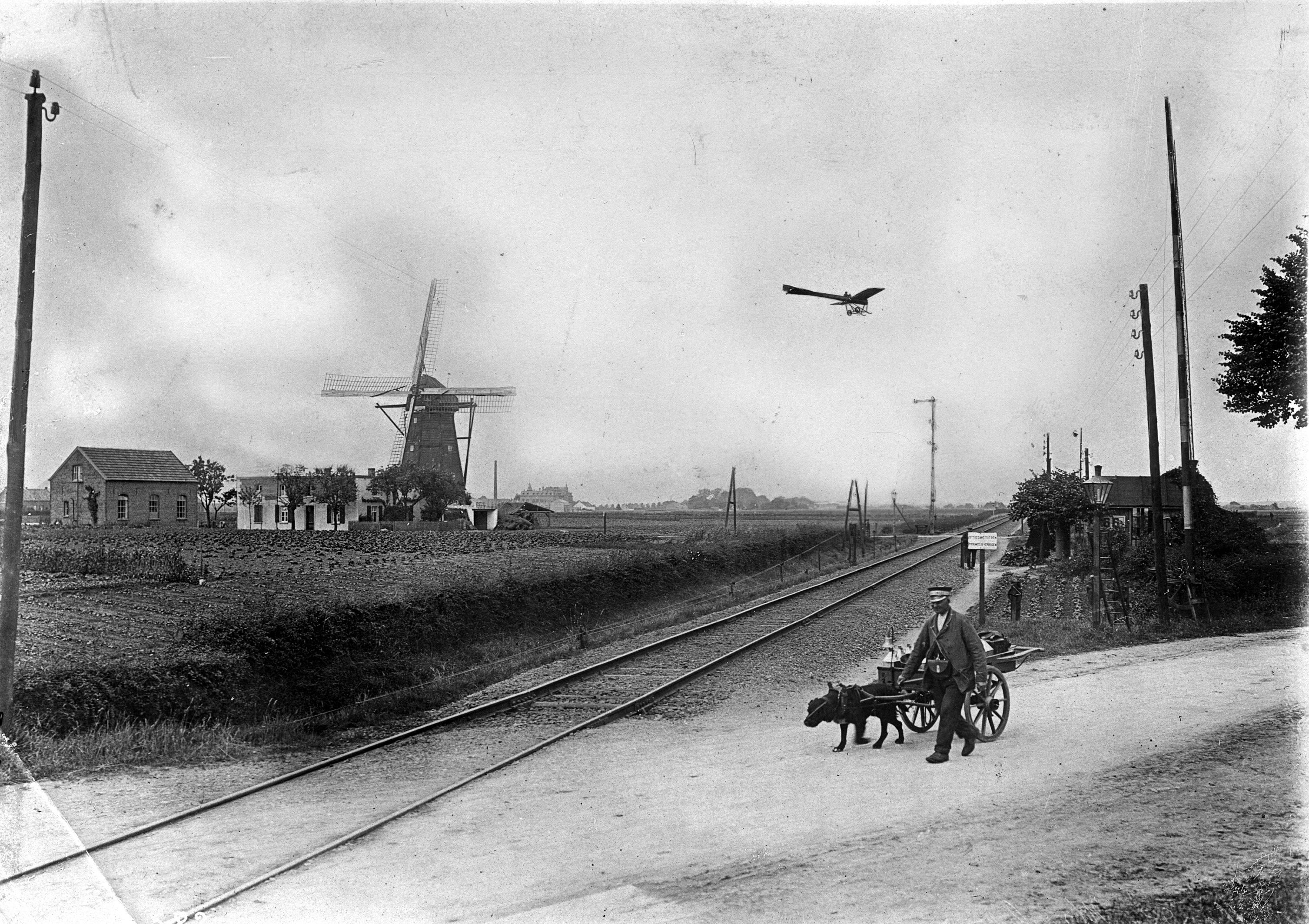
Een foto uit het archief:
Hondenkar bij een spoorwegovergang, 1911

De kern van de fotocollectie is het fotoarchief van de in Haarlem gevestigde tijdschriftenuitgeverij De Spaarnestad (de latere VNU). De tijdschriftenuitgeverij werd in 1906 opgericht en gaf bladen uit zoals Katholieke Illustratie, Libelle, Beatrijs, Margriet en Panorama.
De collectie bestaat anno 2009 uit ruim 12 miljoen foto's en is dankzij donaties van foto's door particulieren en bedrijven tot stand gekomen. De collectie bevat een groot aantal foto's van bekende fotografen als Aart Klein, Ed van der Elsken, Brassaï, Ansel Adams, André Kertész, Wiel van der Randen en Erich Salomon.

## Geschiedenis
In 1906 werd het uitgeversbedrijf De Spaarnestad opgericht in Haarlem. In 1925 begon het bedrijf met het opslaan en organiseren van haar collectie in haar archieven, waarbij de foto's afkomstig waren van haar eigen fotografen en van fotoagentschappen in Nederland en daarbuiten. De organisatie nam daarbij ook andere persfotoarchieven over. In de periode 1925-1980 ontwikkelde De Spaarnestad een zeer effectief systeem om foto's in haar collectie te classificeren.
In de jaren 1980 besloot het bedrijf om de geld- en ruimteverslindende fotoarchieven van de hand te doen. Door een snelle reactie van de nieuw opgerichte stichting Spaarnestad Photo werd voorkomen dat de enorme collectie werd vernietigd. Omstreeks 1985 bevatte de collectie van het bedrijf ongeveer 2,5 miljoen foto's die teruggaan tot de tijd van de late 19e eeuw. In 1985/1986 werd Spaarnestad Photo opgericht als een onafhankelijke instelling voor het behoud van fotografische archieven van de voormalige Haarlemse uitgeverij De Spaarnestad.
In 1986 werden de foto's samen met de originele tijdschriften waarin ze gepubliceerd waren, overgedragen aan Spaarnestad Photo. In de periode die volgde na de verzelfstandiging van de fotocollectie is het archief als een rollende sneeuwbal uitgegroeid dankzij talloze grote en kleine donaties van deelcollecties.
In 1997 verhuisde de collectie naar Groot Heiligland 47, een speciaal gereconstrueerd gebouw in de hart van de stad, dankzij de samenwerking met de gemeente Haarlem die huisvesting garandeerde, en financieel gesteund door de provinciale en de landelijke overheid en door private sponsors. Daar werden de fotocollecties opgeslagen in klimaatbeheerste ruimtes, zoals dat nooit eerder daarvoor mogelijk was.
In 2007 bestond de collectie van Spaarnestad Photo uit meer dan 9 miljoen pers- en documentaire foto’s. In 2008 maakte Spaarnestad Photo afspraken met het Nationaal Archief in Den Haag over overname en beheer van haar collectie. Voorjaar 2011 werd de verhuizing van Haarlem naar Den Haag afgerond. In het gebouw werd het ABC Architectuurcentrum Haarlem gevestigd.

## Wikipedia
In juli 2010 werd bekend dat het Nationaal Archief en Spaarnestad Photo een groot aantal foto's aan Wikimedia Nederland doneren. Het gaat hierbij om ruim duizend foto's van Nederlandse politici en belangrijke gebeurtenissen in Nederland. Tussen 2010 en 2017 werden meer dan tienduizend foto's uit de Spaarnestadcollectie opgenomen in Wikimedia Commons.

## Stopzetting activiteiten
Eind februari 2024 maakte de Stichting Spaarnestad Photo bekend haar activiteiten per 1 april 2024 stop te zetten en haar beeldbank per 15 maart te sluiten. De stichting had de laatste jaren te kampen met een dusdanige terugval in de inkomsten dat voortzetting van de activiteiten niet meer mogelijk was. Het fysieke fotoarchief van de stichting met meer dan 13 miljoen foto's was vanaf 2010 al ondergebracht bij het Nationaal Archief en blijft dan ook behouden. Het fotoarchief zal echter via Spaarnestad Photo niet meer toegankelijk zijn.

## Publicaties (selectie)
- Tijs Goldschmidt: Wegkijken. Een selectie uit het Spaarnestad Fotoarchief. [Uitg. ter gelegenheid van de gelijknamige tentoonstelling in het Frans Hals Museum]. Amsterdam, Athenaeum-Polak & Van Gennep, 2004. ISBN 90-253-1750-2
- Harm Botman, Tineke Luijendijk et al.: Het Spaarnestad fotoarchief. Twee miljoen foto's. [Catalogus tentoonstelling Frans Halsmuseum, 4 september tot 26 oktober 1986]. Haarlem, Stichting Nederlands Foto- & Grafisch Centrum, 1986. ISBN 90-71758-01-X